# Hope Arthurine Anderson
Hope Arthurine Anderson (* 2. Juni 1950 in Port Antonio; † 24. März 2016) war eine jamaikanische Schachspielerin.

## Leben
Anderson wurde als sechstes Kind von Arthur, einem Polizisten und Iris, einer Näherin, geboren. Sie hatte sechs Brüder und eine Schwester. Sie besuchte die Titchfield High School sowie die Excelsior High School und beeindruckte ihre Lehrer mit herausragenden mathematischen Fähigkeiten. Ihre Familie war sehr musikalisch und so kam es, dass sie, unter der Anleitung von Pauline Forrest-Watson, einer jamaikanischen Sopranistin eine Gesangsausbildung im Mezzosopran an der Royal School of Music abschloss. Sie spielte auch sehr gern Piano. Beruflich war sie jedoch anders orientiert und arbeitete zuerst als Lehrerin für Mathematik und Chemie, hatte einen Master in Computer Management inne und studierte darüber hinaus auch noch Medizin. Zudem war sie seit 2003 Dozentin an der University of the West Indies.

## Schach
Relativ früh kam Hope A. Anderson zum Schach. Als eines der ersten Mitglieder der 1969 gegründeten Jamaica Chess Federation war sie auch hier sehr involviert. Sie war eine Zeit lang Geschäftsführerin und fungierte als Mannschaftsärztin bei Wettkämpfen im Ausland.
Sie gewann die ersten sechs jamaikanischen Damen-Schachmeisterschaften, 1973, 1976, 1982, 1983, 1984 und 1985. Ihren siebten Titel gewann Anderson, nachdem 1986 Claire Clarke siegreich blieb, bei der Meisterschaft 1987. Im selben Jahr besiegte sie in den United General Classic Christine Bennett, eine ebenfalls sehr starke jamaikanische Spielerin in 64 Zügen. Bereits 1989 besiegte sie bei den jamaikanischen Meisterschaften den späteren Candidate Master Devlin Sinclair.
Für die jamaikanische Nationalmannschaft nahm sie an vier Schacholympiaden der Frauen teil: 1984 in Thessaloniki, 1986 in Dubai, 1988 in Thessaloniki, 1990 in Novi Sad. Ihre höchste Elo-Zahl von 2005 hatte Anderson von Januar 1987 bis Juli 1988.
Obwohl sie seit 1996 keine Schachwettbewerbe mehr bestritt, war sie doch großes Vorbild und Mentorin einer Vielzahl jamaikanischer Schach-Hoffnungen. Unter ihnen etwa WIM Deborah Richards-Porter, die zehn Mal die jamaikanische Damen-Einzelmeisterschaft gewonnen hat.
Sie wurde unter großer Anteilnahme in Kingston beigesetzt. An der Beerdigung nahmen eine Vielzahl von früheren Nationalmannschaftskolleginnen, etwa Listra Clemetson, aber auch Funktionäre des nationalen Schachverbandes teil.